# Behinderten-Sportverband Niedersachsen
Der Behinderten-Sportverband Niedersachsen e. V. (BSN) ist ein Fachverband für Rehabilitations-, Breiten-, Leistungs- und Präventionssport behinderter, chronisch kranker oder von Behinderung bedrohter Menschen in Niedersachsen. Der regionale Sportverband mit Sitz in Hannover wurde 1952 gegründet.

## Zweck
Im Behinderten-Sportverband Niedersachsen e.V. (BSN) sind über 830 Vereine und Abteilungen mit über 60.000 Mitgliedern organisiert. Menschen mit verschiedenen Behinderungen oder chronischen Krankheiten finden hier ein auf ihre Behinderung und Wünsche abgestimmtes Sportangebot unter sportpädagogischer Leitung und ärztlicher Überwachung und Betreuung: Rehabilitations-, Breiten-, Leistungs- oder Präventionssport. Neben der Sicherung dieses bestehenden Angebotes sieht der BSN seine Hauptaufgabe in der landesweiten Ausbreitung des Sports für Behinderte, da im Gegensatz zu etwa 37 % der Nichtbehinderten nur 4,7 % der Schwerbehinderten in Niedersachsen Sport im Verein betreiben.

## Geschichte
Am 4. Mai 1952 wurde der Versehrten-Sportverband Niedersachsen e.V. in der Sportschule Bassum bei Bremen gegründet. Die 11 Gründungsvereine vertraten insgesamt 479 Mitglieder. Es wurde eine Satzung beschlossen. Der erste Vorstand bestand aus Karl-Kurt Karwath (1. Vorsitzender), Helmut Huth (2. Vorsitzender), Kam. Clieves (3. Vorsitzender), Kam. Tourneur (Schriftführer), Willi Schwerdtfeger (Kassierer) und Lettenbaur (Landesversehrtensportarzt). Die Gründungsversammlung beschließt, Landesausscheidungskämpfe, getrennt für Schwimmen und Leichtathletik, durchzuführen. Die erste Veranstaltung für Schwimmen findet am 15. Juni 1952 in Hannover statt. In der Mitgliederversammlung am 2. November 1952 beantragt der VSN die Aufnahme in den LSB als Fachsparte „Versehrtensport“ mit Sitz und Stimme.
Der Niedersächsische Turnverband geht auf eine gemeinsame Sitzung mit dem Landessportbund Niedersachsen den Auftrag der Versehrtenbetreuung zurück und am 29. Dezember 1953 wurde der Versehrten-Sportverband Niedersachsen e.V. vom Landessportbund Niedersachsen als ordentlicher Fachverband anerkannt. 1957 hatte der Verband 1.200 Mitglieder, 1961 sind es 2.944 Mitglieder in 72 Vereinen. 1968 erhält der Verband mit Walter Graßhoff seinen ersten hauptamtlichen Geschäftsführer des Verbandes. 1973 hatte der VSN 8.900 Mitglieder in 131 Gemeinschaften. Im Zusammenhang mit dem Entwurf eines Rehabilitations-Angleichungsgesetzes wurden die Krankenkassen aufgefordert, den Versehrtensport finanziell zu fördern. Die Anzahl der sporttreibenden versehrten Kinder und Jugendlichen beträgt 450. Das veranlasste den Vorstand des VSN, von der Niedersächsischen Landesregierung „Richtlinien zur Durchführung des Versehrten-Sports mit Kindern und Jugendlichen im Lande Niedersachsen“ einzufordern. Dem Sozialminister wird ein Richtlinienentwurf des VSN überreicht.
 1974 wurde die Geschäftsstelle von Oldenburg nach Bückeburg verlegt. Beim 13. ordentlichen Verbandstag am 27. März 1976 in Niedernwöhren wird die Umbenennung des Verbandes in „Behinderten-Sportverband Niedersachsen e.V.“ beschlossen.
Im November 1977 verkündete die Niedersächsische Landesregierung das „Aktionsprogramm Ausbreitung des Behindertensports in Niedersachsen“, das sich nicht ausschließlich, aber vorrangig mit dem Sportangebot für behinderte Kinder und Jugendliche befasste und auch finanzielle Mittel dafür zur Verfügung stellen werde. Es kam zu zahlreichen Gruppen-Neugründungen und in den ersten drei Jahren registrierte der BSN einen Mitgliederzuwachs im Kinder- und Jugendbereich, der sechsmal so groß ist, wie auf dem Erwachsenensektor. 1979 gehören dem BSN 10.735 Mitglieder in 146 Vereinen an. 1980 wurde erstmals die ´Niedersächsische Sportmedaille` an einen Behindertensportler verliehen. Der BSN hatte zu diesem Zeitpunkt 11.300 Mitglieder in 151 Gemeinschaften. 500 Übungsleiter und 300 Sportärzte betreuten die Sportler in den örtlichen Vereinen. Die lang diskutierte Pauschalierung der Mittel für die Versehrtenleibesübungen der Kriegsbeschädigten wird eingeführt.
Auf seinem 15. ordentlichen Verbandstag am 23. Juni 1984 in Walsrode wurde der neue Präsident Heiner Rust gewählt. An dem Verbandstag nahm als Ehrengast der Niedersächsische Sozialminister Hermann Schnipkoweit teil. Dem BSN gehörten 182 Gemeinschaften mit 13.700 Mitgliedern an, die von 572 Übungsleitern und 293 Sportärzten betreut werden. Am 28. März 1987 legte der BSN sein erstes Aktionsprogramm zur Ausbreitung des Behindertensports in Niedersachsen vor. Es enthielt einen mittelfristigen Aktionsplan von 1987 bis 1989. Mit Hilfe des LSB wurde vom BSN eine hauptamtliche ABM-Kraft (Diplomsportlehrerin) für die Gründung und Betreuung von Sportgruppen für neue Behinderungsarten (Kinder und Erwachsene mit Asthma, Frauen nach Krebs, Parkinson, Morbus-Bechterew, Multiple Sklerose, Wirbelsäulenschäden) eingestellt. 1990 überschritt die Mitgliederzahl des BSN erstmals die Marke „20.000“.
Am 8. Juni 1996 werden in Stadthagen ein Integratives Spiel- und Sportfest, die Landesmeisterschaften in der Leichtathletik und der 18. ordentliche Verbandstag durchgeführt. 1.500 Teilnehmer machen die Veranstaltung zu einem besonderen Ereignis. Der Verbandstag beschließt eine neue Struktur durch die Einrichtung von Fachausschüssen (Leistungssport, Rehabilitationssport, Breitensport, Lehrwesen und Sportmedizin) anstelle des bisherigen Sportausschusses. Der BSN gibt das erste Lehrbuch für die Übungsleiterausbildung (Initiator und Hauptautor Landeslehrwart Harald Will) heraus. Erstmals existierte damit eine Grundlage für eine einheitliche Ausbildung im deutschen Behindertensport. Am 1. Januar 1999 zählt der BSN 32.058 Mitglieder in 420 Vereinen. Zehn Spitzenathleten des BSN wurden im gleichen Jahr in die Förderung des vom LSB mit der Landesregierung und Partnern aus der Wirtschaft ins Leben gerufenen „Perspektive 2000 – Team Niedersachsen“ aufgenommen.
2001 führte der BSN erstmals mit Hilfe der Medienpartner „Hannoversche Allgemeine Zeitung“ und NDR sowie namhafter Sponsoren die Wahl einer Behindertensportlerin bzw. eines Behindertensportlers des Jahres durch. Sechs Kandidaten, die von einer Jury ausgewählt worden sind, stehen zur Wahl. An der Abstimmung beteiligen sich nahezu 23.000 Niedersachsen. Die Wahl gewinnt Felix Heise, ein hoffnungsvoller Nachwuchssportler im Rollstuhl-Basketball des BSV Sünteltal Bad Münder. Er wird am 8. März 2001 in einer Gala im GOP-Varieté in Hannover zum Behindertensportler des Jahres 2001 proklamiert. 2002 wurde zum zweiten Mal wird in Niedersachsen ein Behindertensportler des Jahres gewählt. Mit einer Rekordbeteiligung von 38.967 eingesandten Abstimmungskarten wird Jens Schürmann von der BSG Meppen der Gewinner.

## Struktur
Der Verbandstag ist das oberste Organ des BSN. Seine Beschlüsse sind für alle Organe und Mitglieder bindend. Der ordentliche Verbandstag findet alle vier Jahre statt. Der Hauptausschuss setzt sich zusammen aus den
- Mitgliedern des Präsidiums,
- zwölf Vereinsvertretern, davon acht Vorsitzenden/Beauftragten der Fachverbände,
- den Vorsitzenden der Verbände.

Aufgaben des Hauptausschusses sind u. a. Beratung über und Beschlussfassung zu grundsätzlichen Fragen des niedersächsischen Sports behinderter Menschen zwischen den Verbandstagen, Entgegennahme der Rechenschafts-/Kassen- und Revisionsberichte zwischen den Verbandstagen, Verabschiedung der jährlichen Wirtschafts- und Nachtragswirtschaftspläne, Entscheidung über die Mitgliedschaft in anderen Verbänden und Institutionen sowie die Beteiligung an Gesellschaften oder anderer Vereinigungen bzw. deren Gründung.
Das Präsidium besteht aus dem Präsidenten, dem Vizepräsidenten für Finanzen, fünf weiteren Vizepräsidenten, dem Vorsitzenden der BSJN oder einem vom Jugendvorstand entsandten Vertreter mit beratender Stimme und dem Vorsitzenden der Vollversammlung der Fachverbände oder einem von ihr entsandten Vertreter mit beratender Stimme. Das Präsidium wählt aus dem Kreis seiner stimmberechtigten Mitglieder einen Stellvertreter des Präsidenten. Der Präsident hat das erste Vorschlagsrecht. Das Präsidium ist für alle Angelegenheiten der Geschäftsführung des Verbands zuständig, soweit nicht ein anderes Organ des Verbands nach dieser Satzung ausdrücklich zuständig ist. Vorstand im Sinne von § 26 BGB sind der Präsident, sein Stellvertreter und der Vizepräsident Finanzen. Sie vertreten den Verband gerichtlich und außergerichtlich nach innen und außen. Die Vertretung ist ausreichend, wenn sie von zwei der drei Genannten wahrgenommen wird.

## Leistungssport
Der Leistungssport des BSN ist in den Strukturen des Deutschen Behindertensportverbandes fest verwurzelt und stellt einen festen Bestandteil innerhalb des LandesSportBundes Niedersachsen (LSB Niedersachsen) dar. Eine der Hauptaufgaben des BSN als Landesverband innerhalb des DBS ist die Qualitätssicherung des Nachwuchsleistungssports. Im BSN umfasst der Leistungssport ausschließlich die paralympischen Sportarten, von denen sieben als Schwerpunktsportart geführt werden.
Gegenüber dem DBS/LSB bekennt sich der BSN zu den Sportarten Handbiking, Leichtathletik, Rollstuhlbasketball, Schwimmen und Sledge-Eishockey. Gegenüber dem DBS zudem zu den Sportarten Blindenfußball und Bogenschießen. In Einzelfällen werden im Leistungssport neben den Schwerpunktsportarten zudem Sportler/Mannschaften betreut, die bestimmte Kriterien (paralympische Sportart, Sportler/Mannschaft in der Junioren- oder Hauptwettkampfklasse, Sportler/Mannschaften der nationalen Spitze mit Perspektive auf internationale Wettkämpfe) erfüllen.

### Stützpunkte und Leistungszentren
Der DBS hat in Niedersachsen in den Sportarten Rollstuhlbasketball (Standort: Hannover) und Sledge-Eishockey (Langenhagen) zwei Paralympische Trainingsstützpunkte (PTS) anerkannt. PTS sind ausgewählte Standorte, die ein tägliches Training der Kaderbereiche A, B, S, C sowie des perspektivischen Nachwuchskaders ermöglichen. In den Sportarten Bogenschießen (Werlte), Handbiking, Leichtathletik, Schwimmen (Hannover) und Sledge-Eishockey (Langenhagen) verfügt der BSN zudem über Landesstützpunkte (LStP). Im Rollstuhlbasketball (Hannover) über ein Landesleistungszentrum (LLZ).

### Spitzensportförderung
Das „Team BEB“ fasst herausragende niedersächsische Athleten unterschiedlicher Sportarten zu einem Spitzensportteam zusammen. Das finanzielle Engagement der BEB Erdöl und Erdgas GmbH als Namenssponsor und der Continental Reifen Deutschland GmbH sowie HUMMEL sports & leisure als Ausrüster versetzen den BSN in die Lage, die Spitzensportler in Niedersachsen in besonderer Weise zu unterstützen.

### Sportinternat
Zur bestmöglichen Förderung und Betreuung seiner Top-Talente kann der BSN seit Mitte des Jahres 2010 auf vier Vollzeitplätze im LOTTO-Sportinternat im LSB Niedersachsen zurückgreifen. Die Eliteschulen des Sports sollen die Verbindung „Schule und Sport“ im Sinne einer dualen Karriere fördern.

## Breitensport
Neben den regelmäßigen Sportstunden sind es die besonderen Veranstaltungen, die den Reiz dieser Aktivitäten ausmachen: Der BSN bietet jährlich oder im Wechsel Wintersportwochen, Wander- und Radwandertage, ein Hallensportfest für Frauen, ein Jugend-Sportfest und ein breitensportliches Leichtathletiksportfest mit Rahmenprogramm für Kinder, Jugendliche und junge Erwachsene aller Behinderungsarten an.

## Rehabilitationssport
Als ergänzende Leistung zur Rehabilitation ist der Rehabilitationssport von den unterschiedlichen Leistungsträgern anerkannt. Nach § 44 Satz 3 des SGB IX werden Leistungen zur medizinischen Rehabilitation und zur Teilhabe am Arbeitsleben ergänzt durch
„... ärztlich verordneten Rehabilitationssport in Gruppen unter ärztlicher Betreuung und Überwachung, einschließlich Übungen für behinderte oder von Behinderung bedrohte Frauen und Mädchen, die der Stärkung des Selbstbewusstseins dienen, ...“.
Die „Rahmenvereinbarung über den Rehabilitationssport und das Funktionstraining“ in der jeweils gültigen Fassung regelt einheitlich die Grundsätze, die bei der Durchführung des Rehabilitationssports zu beachten sind. Mit den unterschiedlichen Kostenträgern sind schließlich auf Grundlage dieser Rahmenvereinbarung Verträge und Vereinbarungen abgeschlossen worden, die u. a. die Vergütung festlegen.
1. Bundesvereinbarung mit dem vdek
2. Vereinbarung mit den unterschiedlichen niedersächsischen Kassen

## Bildung und Lehre
Eine Aufgabe des BSN ist die Aus- und Fortbildung von Übungsleitern. Hierzu hat der Deutsche Olympische Sportbund Rahmenrichtlinien erlassen, die der Deutsche Behindertensportverband für seine Belange ausgefüllt hat. Die Ausbildungsgänge werden vom DBS beim DOSB beantragt und bewilligt und sind bundesweit einheitlich. Der DBS delegiert die Aufgabe der Aus- und Fortbildung an seine Landesverbände. Die Richtlinien sind öffentlich und auf den Homepages einsehbar. Ein verbindlicher Gegenstandskatalog gibt vor, welches Thema bei welchem Ausbildungsteil mit wie viel Lerneinheiten (LE) abzuleisten ist.

## Heiner-Rust-Stiftung
Die Stiftung des Behinderten-Sportverbandes Niedersachsen e.V. hat sich der Förderung des Behindertensports verschrieben. Sie unterstützt Menschen mit Behinderung, Sport treiben zu können und damit einen Teil ihres Lebens selbstbewusst im Griff zu haben. Sie unterstützt auch die Vereine, den gemeinsamen Sport von Menschen mit und ohne Behinderung zu ermöglichen. Ihr Namensgeber und Vorsitzender Heiner Rust war langjähriger Präsident des BSN. Er kennt die Probleme und den Bedarf aus eigener Erfahrung.
Sport ist ein Phänomen mit vielen Facetten: Er verbindet Menschen aus unterschiedlichen gesellschaftlichen Bereichen, lehrt Fairness und Respekt im Umgang miteinander und lädt ein, immer wieder neue Herausforderungen zu meistern.
Für behinderte Menschen kommt ein weiterer entscheidender Aspekt hinzu. Für sie ist Sport ein Weg in die Mitte der Gemeinschaft – oft die einfachste Möglichkeit, Leben und Handicap in einen sinnvollen Einklang zu bringen.
Am 10. November 2011 wurde der neu gegründete Stifterkreis der Heiner-Rust-Stiftung der Öffentlichkeit vorgestellt. Die Schirmherrin des Stifterkreises, Niedersachsens Sozialministerin Aygül Özkan, traf sich hierfür mit dem ersten Mitglied des Stifterkreises, Hannover-96-Präsident Martin Kind, mit Landtagspräsident Hermann Dinkla und dem Präsidenten des Behinderten-Sportverbands Niedersachsen e. V. Karl Finke als Vertretern des Stiftungsrats sowie Meinhard Janssen, dem stellvertretenden Vorsitzenden der Stiftung. Im Stifterkreis vereinen sich Menschen und Unternehmen, die sich den Zielen der Heiner-Rust-Stiftung verpflichtet fühlen und durch Zustiftungen den finanziellen Spielraum der Stiftung erweitern möchten.